# 마린 보이 (2009년 영화)
"마린 보이"는 2009년에 개봉한 대한민국의 스릴러 영화이다.

## 캐스팅
- 김강우 : 천수 역
- 조재현 : 강 사장 역
- 박시연 : 유리 역
- 이원종 : 개코 역
- 엄효섭 : 조 실장 역
- 오대환 : 이 코치 역
- 최수린 : 재즈바 주인 역
- 조상훈 : 바우 역
- 유지연 : 하우스 마담 역
- 박병은 : 지호 역
- 홍의정 : 선대 마린보이 역
- 유재동 : 브로커（목소리）역
- 조재윤 : 임 부장 역
- 김준배 : 황 사장 역
- 임형국 : 최도욱 역
- 오광록 : 박 박사 역
- 최정우 : 도박남 역
- 장혜진 : 출국심사원 역
- 박성택 : 스즈키 부하 역
- 신창수 : 개코 부하 2 역
- 김준원 : 형사 2 역
- 하쿠류 : 스즈키 역 (특별출연)